# Handball-Bayernliga 1970/71
Die Saison 1970/71 der Handball-Bayernliga war die dreizehnte Spielzeit der höchsten bayerischen Handballliga, die unter dem Dach des „Bayerischen Handballverbandes“ (BHV) organisiert wurde und als dritthöchste Spielklasse im deutschen Ligensystem eingestuft war.

## Saisonverlauf
Meister und Aufsteiger zur Regionalliga Süd war der TSV 1861 Zirndorf. Bei den Aufstiegsspielen konnte sich der TSV Zirndorf gegen den Südbadischen Meister TV 08 Willstätt durchsetzen. Vizemeister wurde der Post SV Regensburg. Absteiger war der TV Coburg-Neuses.

### Teilnehmer
An der Bayernliga 1970/71 nahmen 8 Mannschaften teil. Neu in der Liga waren der TV 1848 Erlangen und der SV 1880 München, beides Aufsteiger aus der untergeordneten Landesverbandsliga Bayern. Nicht mehr dabei waren Aufsteiger TSV 1860 Ansbach und Absteiger FC Augsburg (Handball) aus der Vorsaison.

### Modus
Es wurde eine Hin- und Rückrunde gespielt. Platz eins war der Bayerische Meister mit Teilnahmerecht an den Aufstiegsspielen zur Regionalliga Süd 1971/72. Platz acht musste als Absteiger den Weg in die untergeordnete Landesverbandsliga antreten.

### Abschlusstabelle

Bereich des „Bayerischen Handballverbandes“ (BHV)

Saison 1970/71 
|    | Mannschaft           | Spiele | Punkte |
| -- | -------------------- | ------ | ------ |
| 1. | TSV 1861 Zirndorf    | 14     | 26:2   |
| 2. | Post SV Regensburg   | 14     | 19:9   |
| 3. | Regensburger TS      | 14     | 17:11  |
| 4. | TG 1848 Würzburg     | 14     | 15:13  |
| 5. | 1. FC Nürnberg       | 14     | 12:16  |
| 6. | TV 1848 Erlangen (N) | 14     | 10:18  |
| 7. | SV 1880 München (N)  | 14     | 9:19   |
| 8. | TV Coburg-Neuses     | 14     | 8:20   |

(N) = Neu in der Liga (Aufsteiger) 

 Meister und Aufsteiger zur Handball-Regionalliga Süd 1971/72
 „Für die Bayernliga 1971/72 qualifiziert“ 
  „Absteiger“

### Aufstiegsspiele zur Regionalliga Süd
TSV 1861 Zirndorf – TV 08 Willstätt  19:10, 	21:18